# L'Étrangère (film, 2010)
Pour les articles homonymes, voir L'Étrangère et Die Fremde (homonymie).
Pour plus de détails, voir Fiche technique et Distribution.
L'Étrangère (titre original : Die Fremde) est un film allemand réalisé par Feo Aladag  sorti en 2010.

## Synopsis
Jeune femme allemande d’origine turque, Umay a un jeune fils et un mari violent. Pour ne plus subir les brutalités de celui-ci, elle quitte Istanbul avec son fils, et revient vivre dans sa famille à Berlin. Mais ses parents, sa sœur et ses frères, prisonniers des valeurs de leur communauté, s'estiment déshonorés et exigent, au moins, que le fils retourne chez son père. Umay est obligée de fuir à nouveau.

## Fiche technique
- Titre original : Die Fremde
- Titre français : L'Étrangère
- Réalisation et scénario : Feo Aladag
- Photographie : Judith Kaufmann
- Montage : Andrea Merten
- Musique : Stéphane Moucha et Max Richter
- Décors : Silke Buhr
- Costumes : Gioa Raspé
- Producteur : Feo Aladag, Züli Aladag
- Directeur de production : Milanka Comfort
- Sociétés de production : Independent Artists Filmproduktion (Berlin), Westdeutscher Rundfunk (WDR) (Cologne), Arte Deutschland TV GmbH (Baden-Baden), Rundfunk Berlin-Brandenburg (RBB) (Berlin)
- Société de distribution : Wild Bunch Distribution (Paris)
- Pays de production :  Allemagne
- Langue originale : Allemand, Turc
- Format : — Couleur — 35 mm — 2,35:1 — Son : Dolby Digital
- Genre : Film dramatique
- Durée : 119 minutes (1 H 59)
- Dates de sortie :
  - Allemagne : 11 mars 2010
  - France : 20 avril 2011

## Distribution
- Sibel Kekilli (V. F. : Yaël Elhadad) : Umay
- Nizam Schiller : Cem
- Derya Alabora : Halyme
- Settar Tanriogen : Kader
- Tamer Yigit : Mehmet
- Serhad Can : Acar
- Almila Bagriacik : Rana
- Florian Lukas : Stipe
- Nursel Köse : Gül
- Alwara Höfels : Atife
- Ufuk Bayraktar : Kemal
- Blanca Apilánez (V. F. : Frédérique Cantrel) : Carmen

Source et légende : Version française (V. F.) sur le site d’AlterEgo (la société de doublage)

## Récompenses et distinctions

### Récompenses
- Festival de Berlin 2010 : Label Europa Cinemas
- Festival international du film de femmes de Salé 2011 : Grand Prix et prix du scénario
- Tournai Ramdam Festival 2011 : Meilleur film catégorie Fiction et Fiction "la plus dérangeante"

## Autour du film
- Le tournage s'est déroulé du 15 juillet 2008 au 14 septembre 2008 à Berlin, Istanbul, Vienne et Kayseri[réf. souhaitée]